# Santuario de Fátima (Los Planes de Renderos)

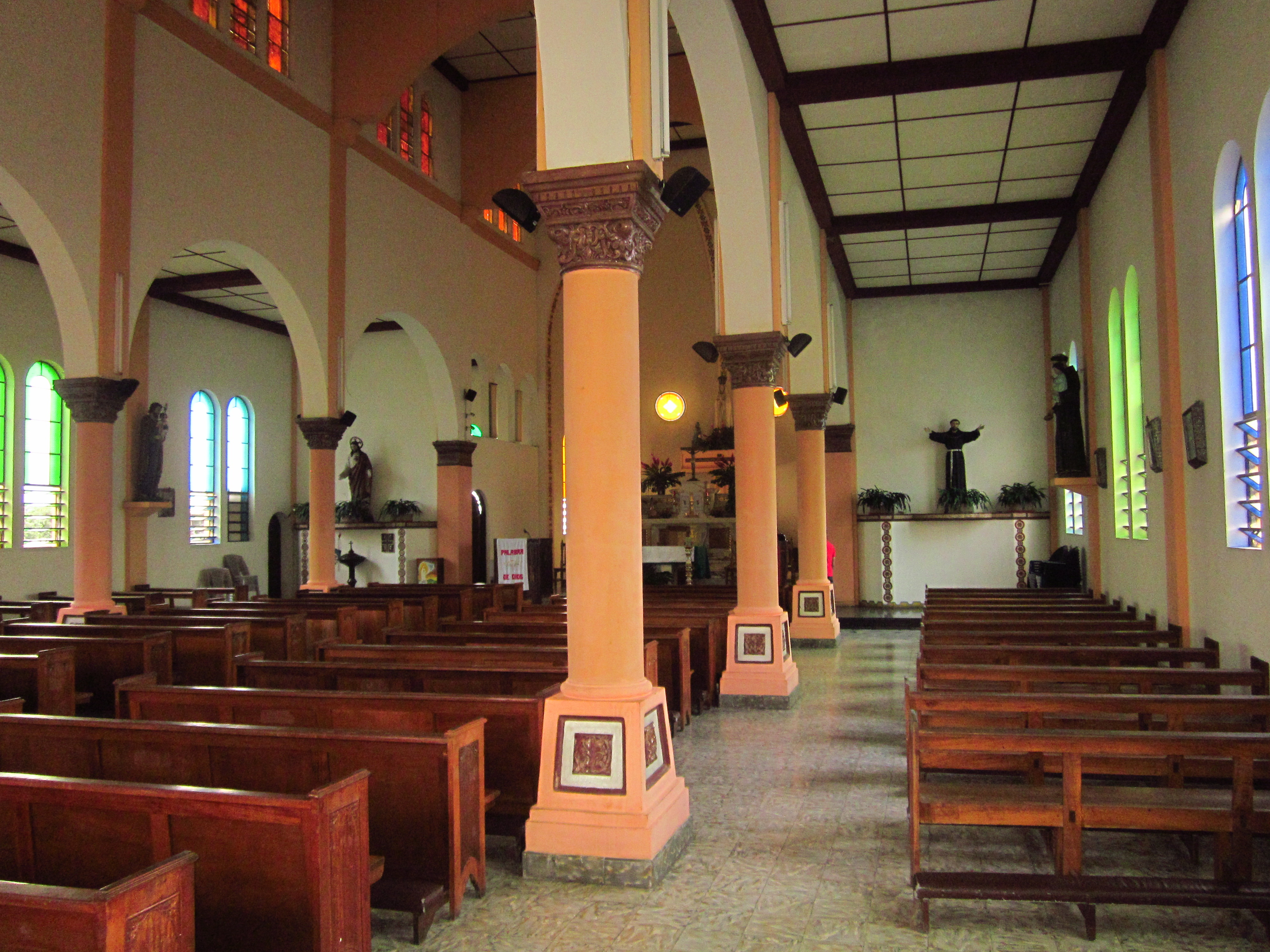
Vista interna lateral del Santuario.

El Santuario de Nuestra Señora de Fátima es una Iglesia con la categoría de Santuario de Los Planes de Renderos.  El edificio actual fue consagrado en 1968 a Nuestra Señora de Fátima custodiada por los frailes de la Orden Franciscana.

## Historia
La construcción de la capilla primera que se construyó fue en 1956 y tardó no menos de un año. El diseño estuvo a cargo del arquitecto de origen italiano Augusto Cesar Baratta del Vecchio quien anteriormente ya tenía un repertorio de iglesias construidas en El Salvador. La capilla era de uso común para los habitantes de Los Planes de Renderos de aquel entonces, quienes tenían acceso en su mayoría los dueños de las quintas y haciendas que ocupaban la región. Con el paso del tiempo, la construcción de un seminario menor salesiano (donde hoy es el Parque de la Familia) propició la ampliación de la Iglesia. Al construir el actual santuario, la capilla se modificó y se incluyó en el proyecto de una casa de religiosos para custodiar el actual santuario. El Arzobispado de San Salvador designó a los Frailes Franciscanos del Barrio San Jacinto la custodia del Santuario. La construcción total finalizó con la entronización de una imagen de Nuestra Señora de Fátima donada por la Familia Kriete, quienes también donaron un tabernáculo de mármol italiano que hoy constituye el altar mayor. 
En 1986, un  terremoto de 5.7 grados en la escala de Richter azotó la capital Salvadoreña, teniendo como epicentro Los Planes de Renderos. Este provocó la destrucción total del Seminario Menor Felipe Rinaldi haciendo que los residentes de este lugar se establecieran en Santa Tecla por la colisión de la infraestructura del seminario. El Santuario y la casa franciscana sufrieron daños parciales en las estructuras superficiales, las cuales se repararon con facilidad. En el año de 1987 fue entronizada una nueva imagen de la Virgen de Fátima y coronada por el ministro provincial de la Orden Franciscana en Centroamérica, la cual actualmente se encuentra en el altar mayor del Santuario.
A finales del 2016 se puso en marcha un proyecto para la remoción del templo en un 80% para conmemorar los 100 años de la primera aparición de la Virgen María en Fátima en Portugal, dicho proyecto liderado por Fr. Henry González OFM, fue concluido en abril de 2017 siendo renovada su fachada, la mesa del altar y ambones, el techo y el Encélado, el confesionario y la adición de una capilla dedicada a la exposición del Santísimo Sacramento. 
Fue consagrada por Mons. Romeo Tobar Astorga, ex obispo de la Diócesis de Santa en 2017 y fue entronizada la Virgen el 13 de mayo de 2017.

## Arquitectura
De aspecto románico, en estilo historicista. Con una altura total de 10.5 m, un ancho de 7,03 m y una longitud en su interior de 176.8 metros.
Su piso es de mármol italiano (al igual que la nave, los pilares y el altar principal de la iglesia); con un campanario que se dejó de usar en la parte superior izquierda de su fachada. Las campanas y el repique diario son suplidos por una grabación a través de unos megáfonos ubicados en el punto más alto de la iglesia.
Tiene un ábside en su nave central, adornado con una secuencia de flores pintadas en los pilares que representan la Coronación de la Virgen María.

### Restauración
Luego de casi 30 años después de su consagración, en agosto de 2016, se puso en marcha un visionario proyecto de reorganización y restauración de la infraestructura del Santuario, entre los planos destaca la construcción de una capilla dedicada a la exposición permanente de la hostia consagrada para su veneración. La restauración fue terminada en diciembre del mismo año, también con motivo del aniversario n.º 100 de las apariciones en Fátima (Portugal).

### Antiguos elementos
En el cielo de la iglesia figuraban una serie de simbolismos que representaban la doctrina de la Iglesia Católica y el franciscanismo. Los cuales fueron removidos con la restauración del templo.
- El símbolo Mariano (una "M" y una "A" sobre puestos uno sobre el otro).
- La Santa Eucaristía (es un 'sol' con la inscripción en su interior "JHS").
- Los brazos y manos estigmatizadas de Cristo y San Francisco como símbolo del franciscanismo.
- El sello de la Custodia Franciscana en Tierra Santa.

En el área del confesionario también ostentaba un cristo crucificado de bronce de 2.30 de alto y de 8 toneladas de espesor, que durante la restauración, fue trasladado al Monasterio San Damián de las monjas Clarisas. Este fue reemplazado por uno más pequeño de madera, bañado en resina y de colores normales.

## Actualidad
Algunas veces se le da el título erróneo de "parroquia". Esto se debe a que es el único edificio católico en Los Planes de Renderos dispuesto diariamente para la atención pastoral de la Parroquia San Antonio (De la cual depende dicho Santuario). En su interior comprende la Oficina Provincial de la Provincia Franciscana de Centroamérica, Panamá y Haití; así como otras oficinas administrativas de la provincia franciscana, fraternidad de frailes franciscanos y Oficina Parroquial. 
El ISTU hace una visita a este Santuario en las "visitas nocturnas" que se llevan a cabo dentro del Parque Balboa durante la noche, es nombrado "Santuario-basílica" por ser uno de los primeros lugares en El Salvador que se le dio culto religioso a Nuestra Señora de Fátima; tal así que es tanta la afluencia de gente durante sus días festivos (solemnidad de la virgen de Fátima y el día de la dedicación del templo (domingo siguiente al 13 de mayo) también solemnidades como la de San Francisco de Asís).

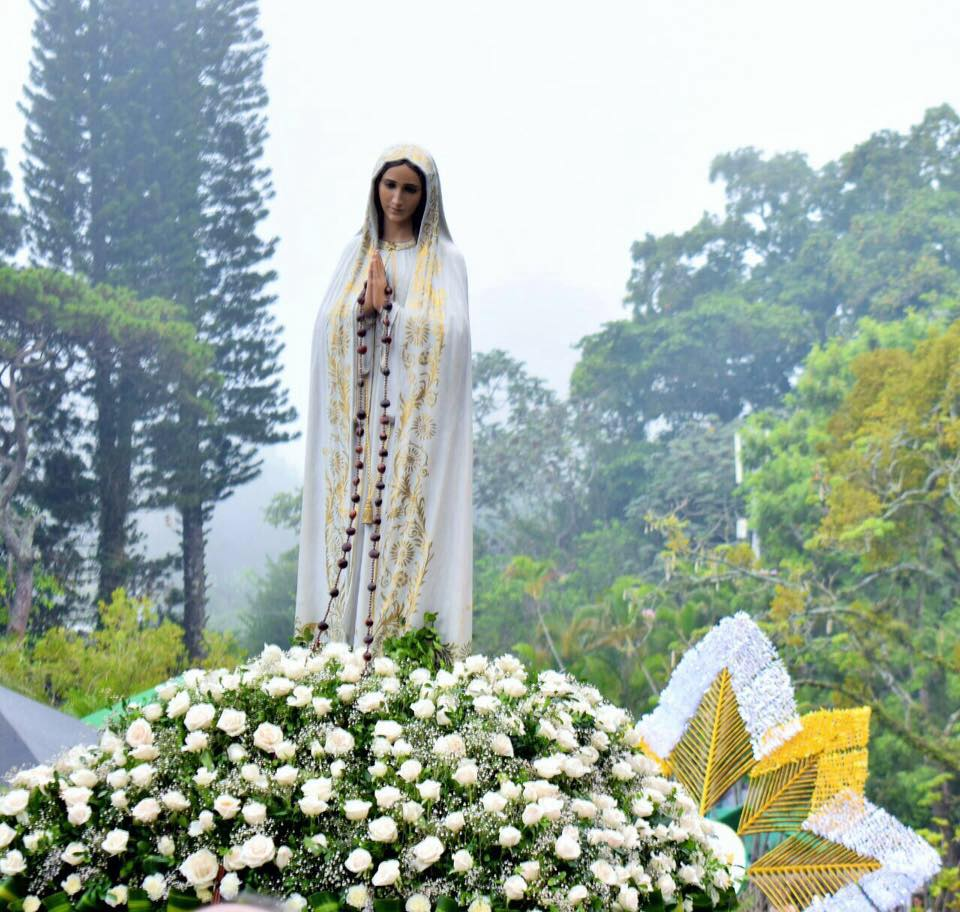
Procesión de Palmas en mayo